# 万寿路 (北京)
万寿路，是北京市海淀区的一条道路，为北京西部城区的城市主干路。

## 简介
万寿路是条南北走向的城市干线道路，长约3公里，南至莲花河，与万丰路相接，北起阜成路，与蓝靛厂南路相接，中间与复兴路相交，是连接北京南北的主要通道之一，也是通往丰台区和颐和园的主要道路。起初万寿路只是乡村土路，周边多为农田，1939年建成4米宽的砾石路，1955年拓宽为13米，并铺筑沥青路面。因其北端不远处的慈寿寺内有慈寿寺塔（又名“永安万寿塔”），故得名“万寿路”。
万寿路北部靠近翠微路的地段属于翠微商圈，是北京西部的重要商业街区之一。
万寿路街道因万寿路得名。万寿路中部与复兴路相交路口有北京地铁1号线万寿路站。